# Dacus momordicae
Dacus momordicae är en tvåvingeart som först beskrevs av Mario Bezzi 1915.  Dacus momordicae ingår i släktet Dacus och familjen borrflugor. Inga underarter finns listade i Catalogue of Life.